# ماري الأولى، كونتيسة بولوني
ماري الأولى أو ماري (1136 - 25 يوليو 1182)؛ كانت كونتيسة بولوني بحكم القانون من 1159 حتى 1170؛ وأيضا كانت راهبة في دير رومسي لمدة خمسة سنوات حتى خطفها من قبل ماثيو من الألزاس الذي أجبرها على الزواج منه.

## سنوات المبكرة
ماري هي الابنة الصغرى لـ ستيفن ملك إنجلترا وماتيلدا الأولى، كونتيسة بولوني، ولدت في 1136 أي بعد عام من وصول والدها إلى العرش الإنجليزي، كانت فترة حكمه معروفة بـ حروب الأهلية التي عُرفت بـ «حرب لاسلطوية» التي خاض فيها سلسلة من المعارك لاحتفاظ بالتاج من مزاعم ابنة خاله الإمبراطورة ماتيلدا، كان لـ ماري ثلاثة أخوة يوستاس الرابع، وويليام، وبالدوين، وشقيقة واحدة ماتيلدا.

## حياة الدينية
أصبحت ماري راهبة مبتدئة في دير ليليشرش في كينت، ولكنها انتقلت فيما بعد إلى دير رومسي في هامبشاير، الدير الذي تم إعادة بنائه على يد عمها هنري من بلوا، أسقف وينشستر، كانت راهبة بين عامي 1148 حتى 1155، وبعدها تم انتخابها كرئيسة الراهبات في 1155 بعد وفاة والدها وصعود نجل الإمبراطورة ماتيلدا هنري الثاني.
وبعد حوالي أربع سنوات في 11 أكتوبر 1159 توفي شقيقها ويليام في تولوز؛ دون وريث، وبذلك أصبحت ماري كونتيسة بولوني التالية في القانون.

## كونتيسة بولوني
خطف ماثيو من الألزاس ماري من الدير في 1160، وأجبرها على الزواج منه لتحد من نذورها الدينية، وأصبح شريك معها في الحكم، في 18 ديسمبر 1161 كتب البابا ألكسندر الثالث رسالة إلى رئيس أساقفة ريمس؛ بحيث ناقش فيها اختطاف ماري من قبل ماثيو وزواجهما اللاحق، انجبت ماري لـ ماثيو ابنتين:-
- إيدا، كونتيسة بولوني (ح. 1160 - 1216)؛[3] خلفت والدها في 1173.
- ماتيلد (1170 - 1210)؛[3] تزوجت من هنري الأول، دوق برابانت.[4]

وفي 1170 تم إلغاء الزواج.

## الحياة لاحقا
بعد الفسخ، رجعت ماري إلى الحياة الدينية مرة أُخرى كراهبة بندكتية في سان أوستربيت، مونترويل، وتوفيت هناك في 25 يوليو 1182 عن عمر يناهز الستة والأربعون، وفي حين واصل زوجها السابق حكم بولوني حتى وفاته في 1173؛ وخلفته ابنتهما الكبرى إيدا ومن بعدها ابنتها الوحيدة ماتيلدا، وبعد انقراض نسلها، انتقل الإدعاء إلى أديلايد من برابانت وذريتها هي ابنة ماتيلد ابنة ماري الثانية.